# Зубцовский краеведческий музей

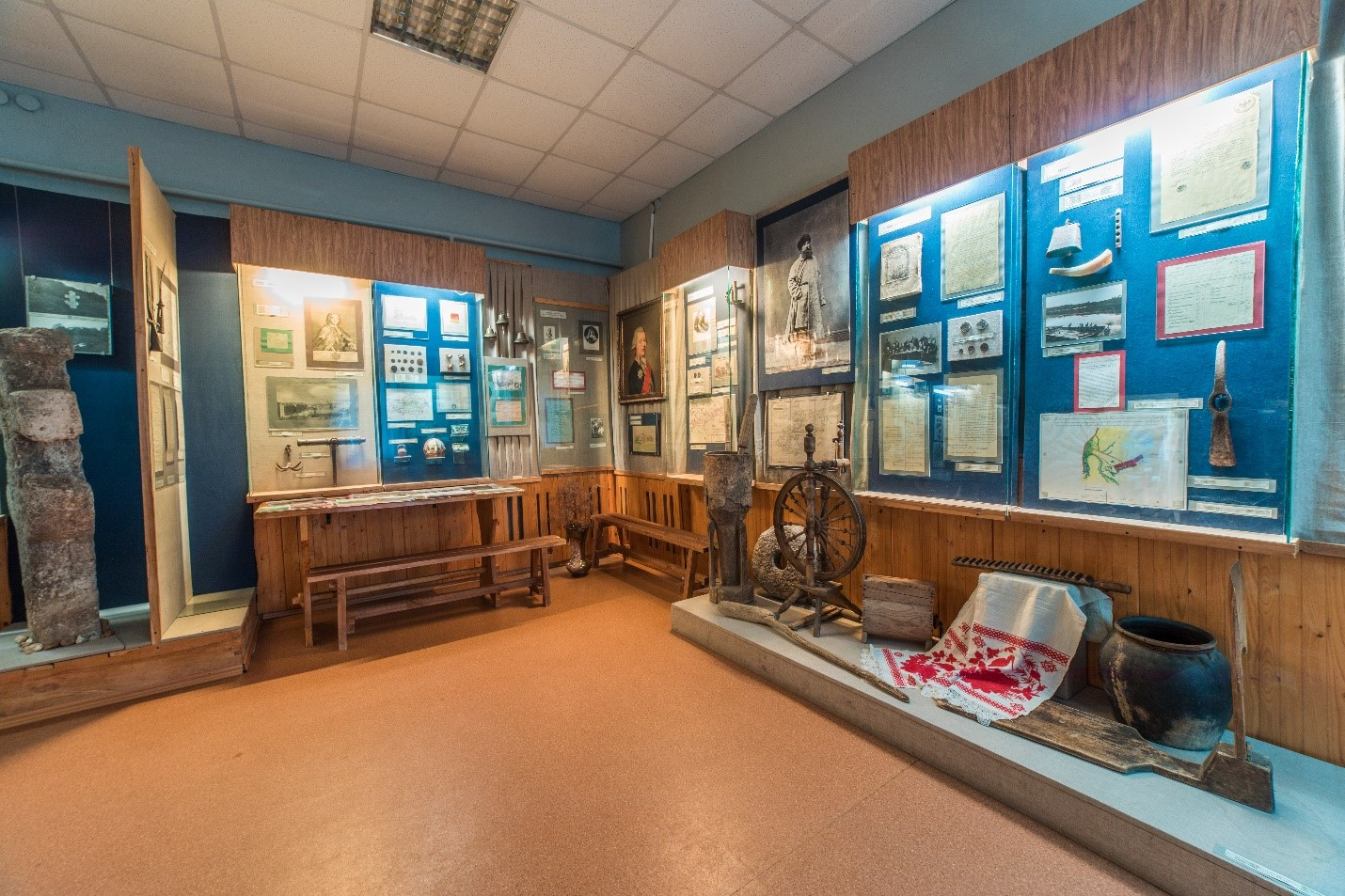
Экспозиция Зубцовского краеведческого музея

Зубцовский краеведческий музей — краеведческий музей в городе Зубцов Тверской области России. Является одним из филиалов Тверского государственного объединённого музея.
Здание, в котором располагается музей, объявлено памятником культурного наследия регионального значения.

## История
Музей был открыт в 1988 году. Находится в историческом центре старинного города, в здании, которое является памятником архитектуры конца XIX века.

## Экспозиции
Экспозиция краеведческого музея занимает три зала и отражает историю города и края от времён его заселения до середины XX века. Она образована художниками и научными сотрудниками Тверского объединённого государственного музея. Музей открыт благодаря деятельности директора Тверского государственного объединённого музея.
В музее представлена богатая археологическая коллекция каменных орудий труда, женских украшений, предметов быта, оружия, план «регулярной застройки» города Зубцова 1777 года. Общее число экспонатов — около 1000.
Экспозиция открывается разделом, рассказывающим о природе края. Представленная здесь карта-схема дает представление о географическом положении района, полезных ископаемых, рельефе, памятниках природы. Гербарные образцы луговых растений, чучела птиц, обитающих в местных лесах, и диорама реки Волги — главной водной артерии района представлены в витринах музея.
О древнейшем прошлом края рассказывают археологические находки. В витринах выставлены кремнёвые орудия труда, сверленые топоры-молоты, разнообразные украшения, детали одежды, предметы быта.
Большой интерес представляет найденный у деревни Дягунино (ныне Старицкий район) каменный крест — намогильный памятник XIV—XV вв.
Документы и оружие — рогатины, пушечные ядра — свидетельствуют об участии жителей Зубцова на стороне восставших в крестьянской войне 1606-1607 гг.
В экспозиции музея можно увидеть судовую сигнальную пушку XVIII века, поддужные валдайские колокольчики начала XIX в. Здесь же — план регулярной застройки города в 1777 году и утвержденный в 1780 году герб города.
Один из разделов экспозиции освещает историю края в период капитализма.
Здесь представлены предметы крестьянского труда и быта, экспонаты, связанные с отхожими промыслами. О развитии торговли рассказывают мерка 1868 г., безмены, гири, денежные знаки; рядом — одежда горожанки, посуда, знак городского головы посада Погорелое городище.
Второй зал музея рассказывает о трагических страницах истории Зубцовского района — Великой Отечественной войне, в том числе об оккупации Зубцовской земли и её освобождении. Среди земляков — 11 Героев Советского Союза, 3 полных кавалера ордена Славы и Герой России.
О послевоенной и современной жизни Зубцовского края рассказывают проводящиеся в музее выставки.

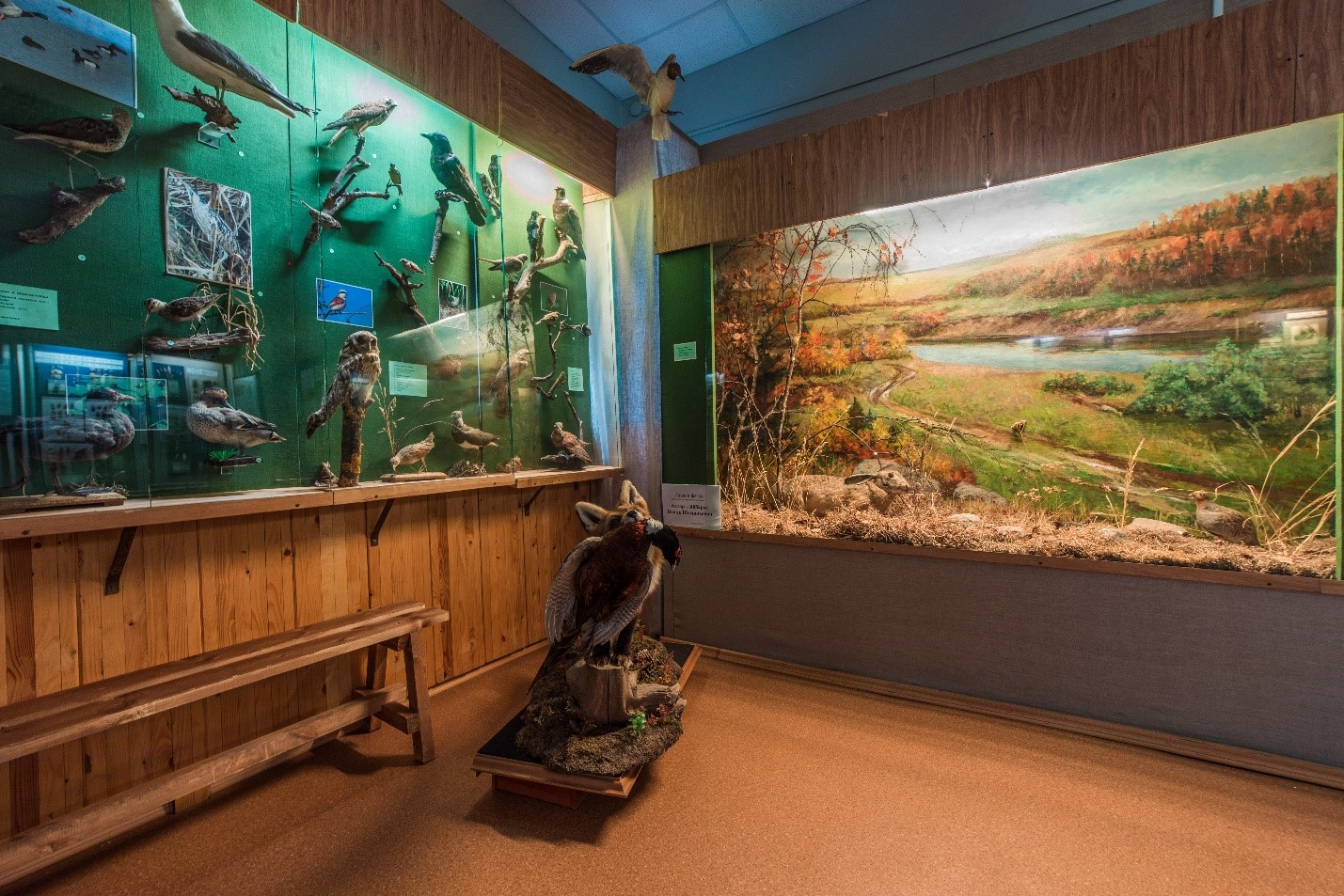
Зал Зубцовского краеведческого музея.

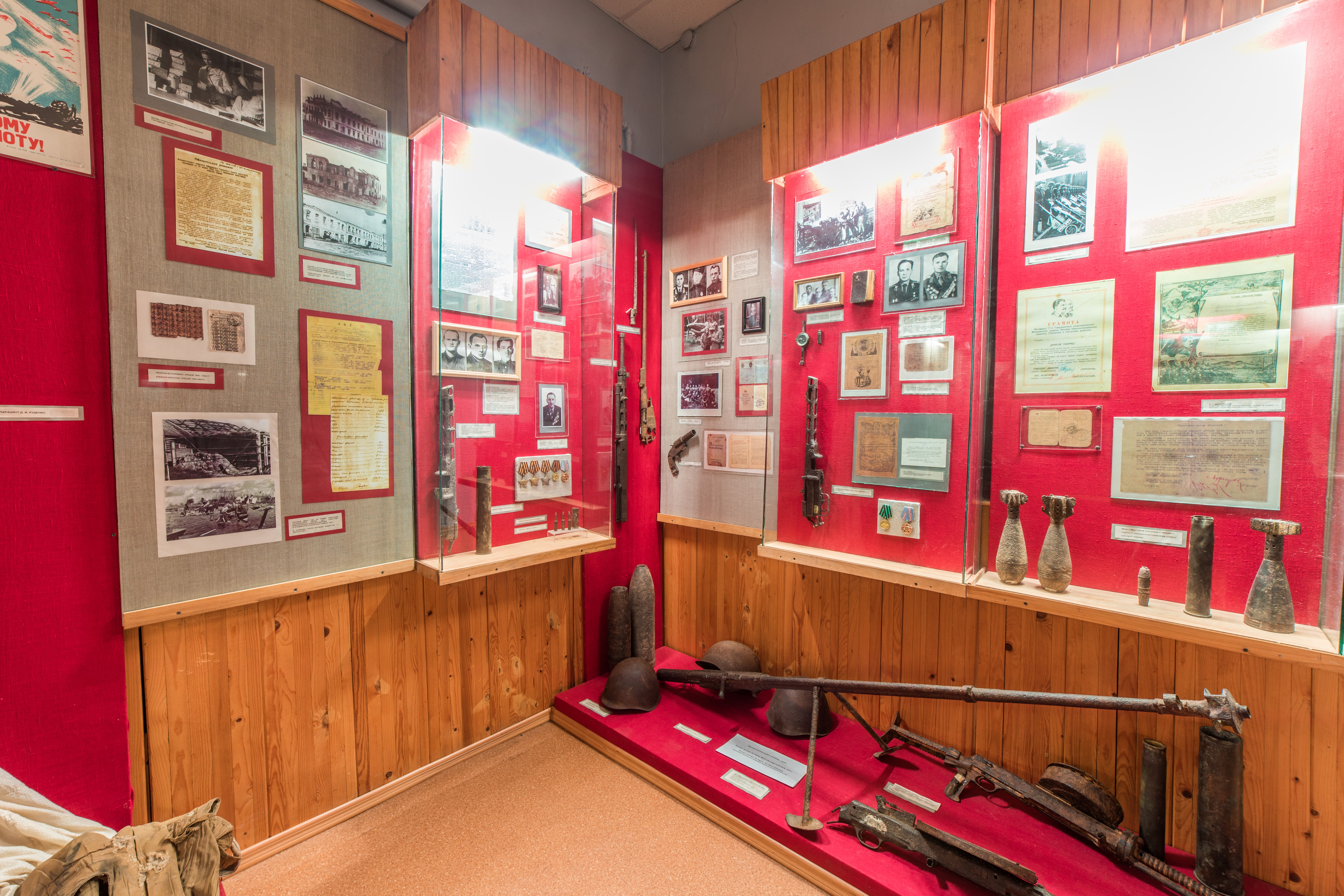
Фрагмент экспозиции Зубцовского краеведческого музея

Ежегодно музей посещают более 3600 человек.